# Norsborg (tunnelbanestation)
Norsborg är en tunnelbanestation längs Stockholms tunnelbana som ligger i kommundelen Norsborg i Botkyrka kommun. Den är ändstation på tunnelbanans röda linje och ligger efter station Hallunda. Stationen togs i bruk den 12 januari 1975 när sträckan Fittja–Norsborg invigdes. Avståndet från station Slussen är 20,8 kilometer.
Själva stationen ligger mellan Hallundavägen och Skarpbrunnavägen vid Tomtbergavägen. Den består av en plattform utomhus med entré från Skarpbrunnavägen 85.
Norsborg är den västligaste stationen i hela tunnelbanenätet.
I biljetthallens lanternin hänger konstnärsparet Eva och Peter Moritz skulptur av aluminiumstänger som bultats och svetsats samman. Skulpturen bär namnet Min vän och invigdes 2006.
"En hyllning till rörelse" är en ljusskulptur invigd 2017, gjord av konstnären Raha Rastifard. Ljusskulpturen projiceras på klippväggarna som vetter mot plattformarna i Norsborg Station. Konstverkets utsträckning är 60x12 meter, och betraktas bäst när det är mörkt.

## Galleri

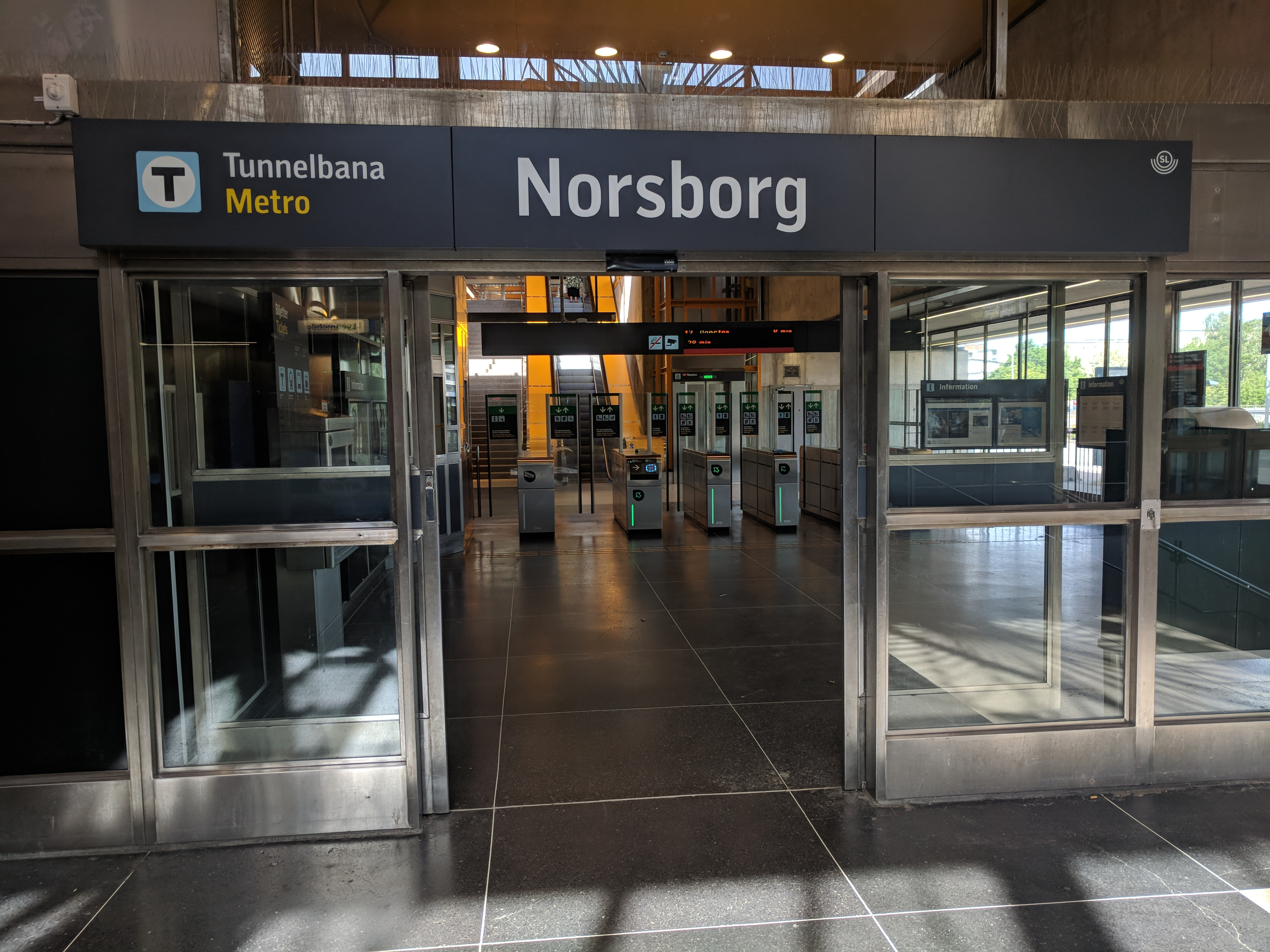
Ingång
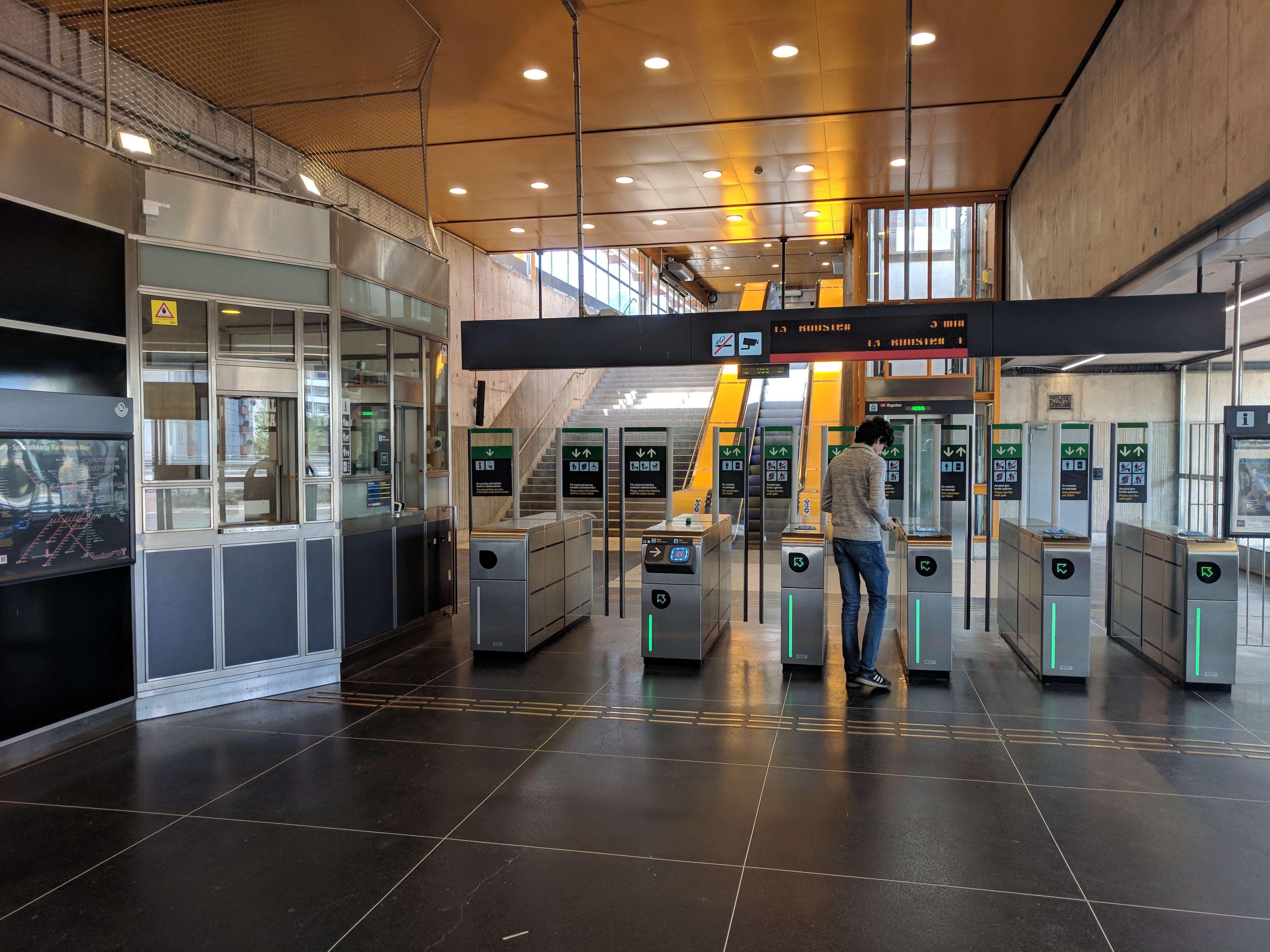
Biljetthallen
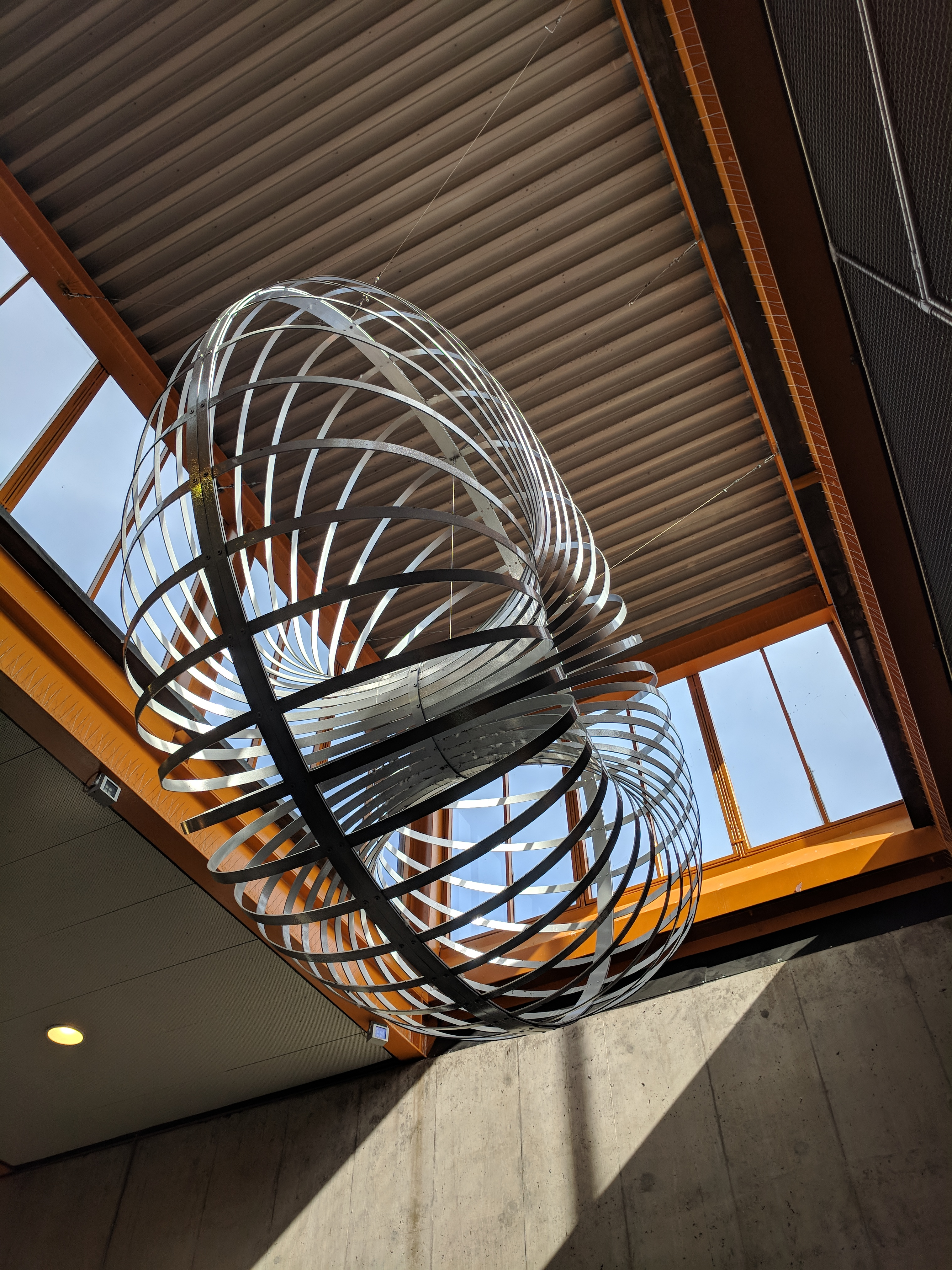
Konstärnärlig utsmyckning
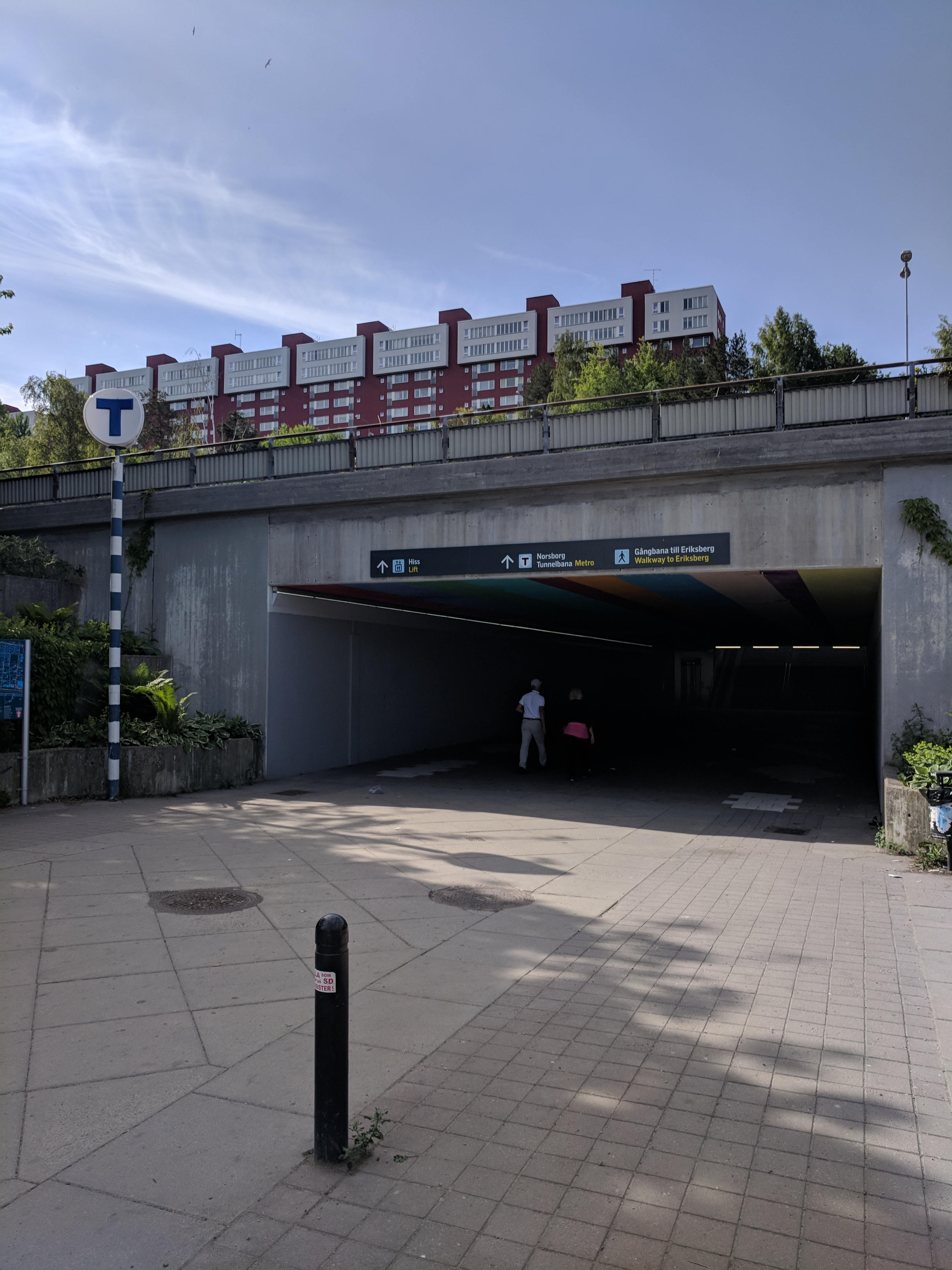
Gångtunnel till stationen
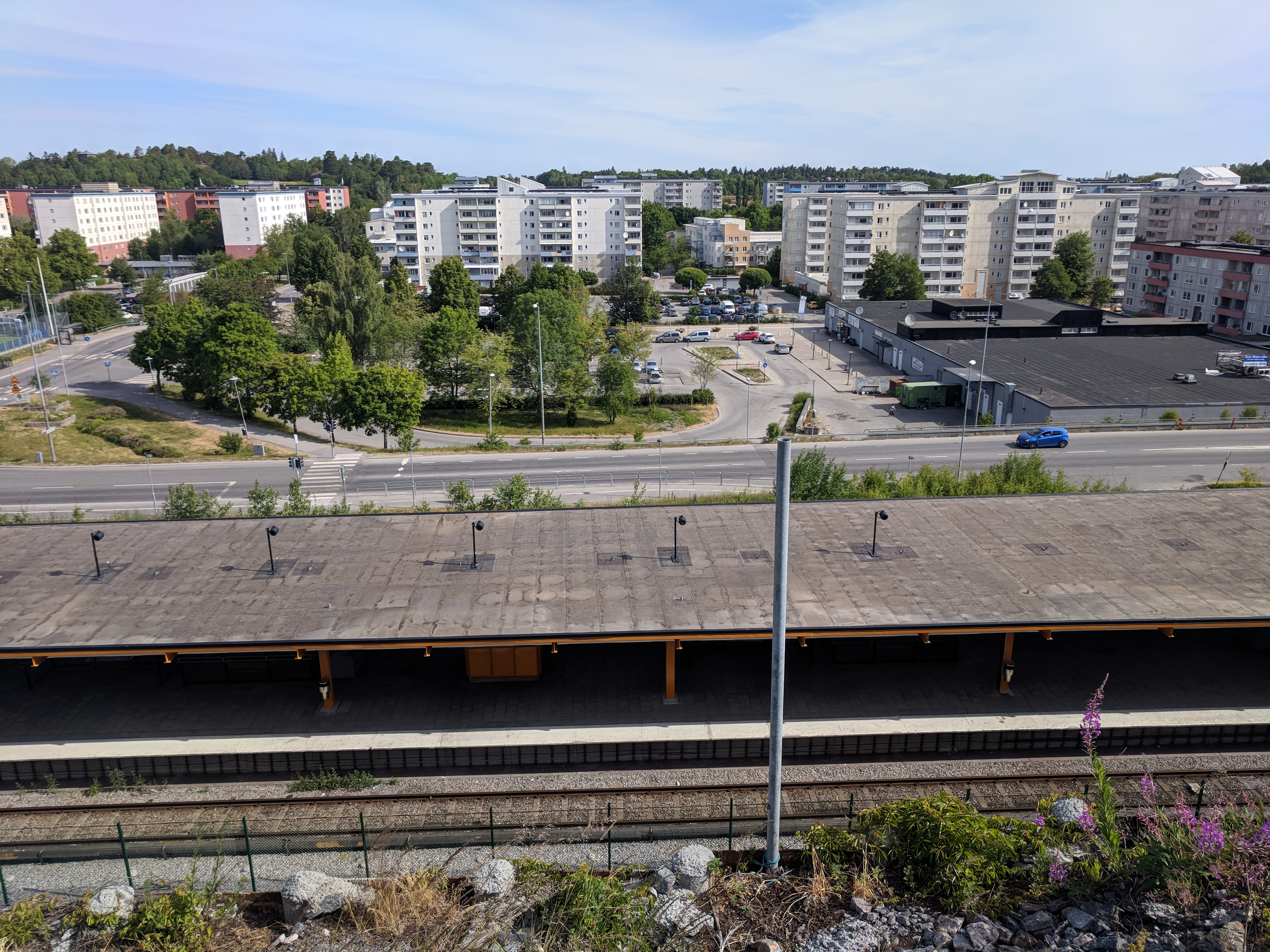
Tunnelbanestationen
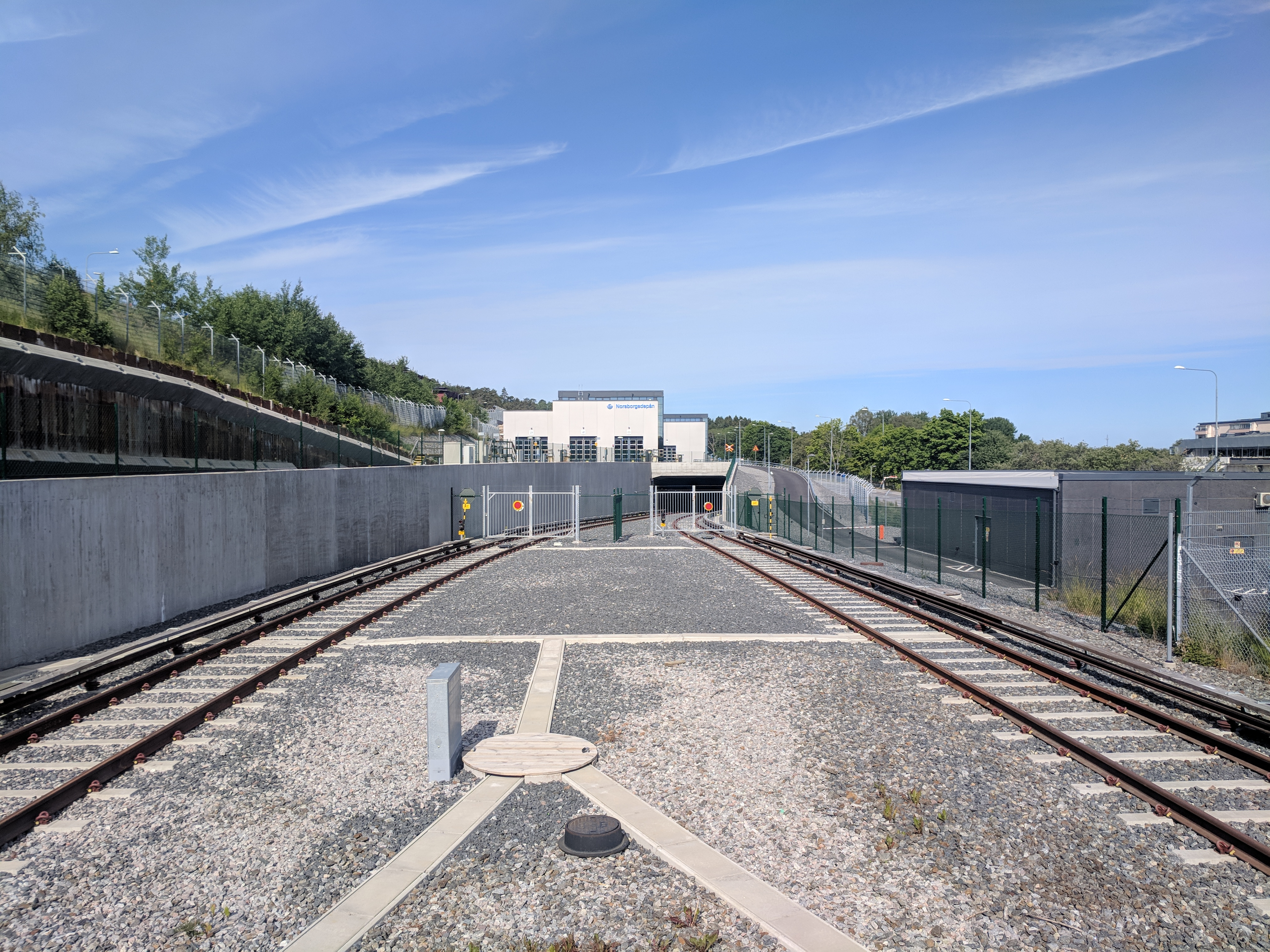
Infart till Norsborgsdepån
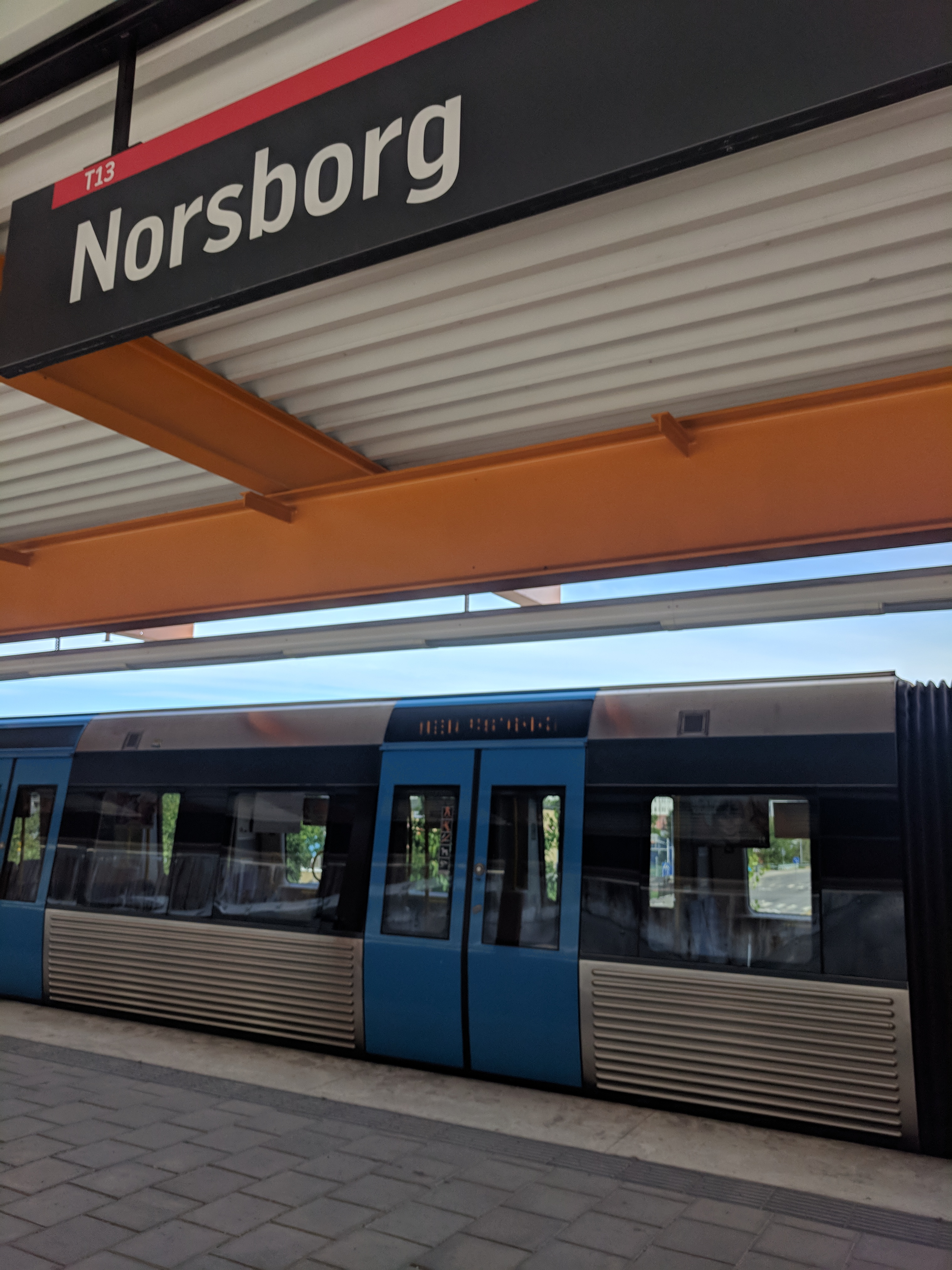
Stationsskylt
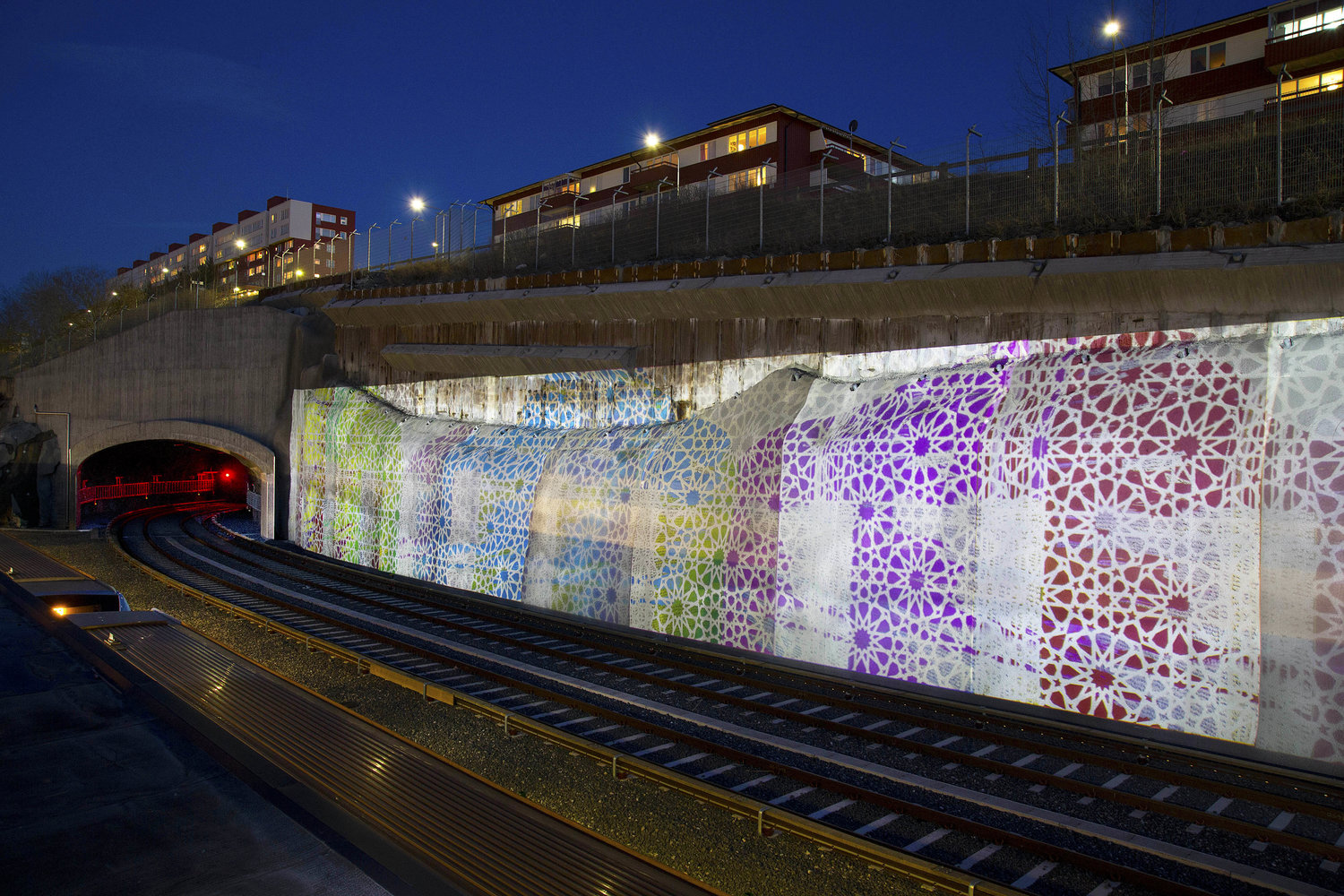
Konstnärlig utsmyckning, Konstnär Raha Rastifard